# Hans Siefart
Hans Siefart (* 1. Dezember 1881 in Berlin; † 19. Dezember 1958 in München) war ein deutscher Wirtschaftsjurist und Industriemanager.

## Leben
Hans Siefart, aus einer alten Berliner Ärzte- und Juristenfamilie stammend, studierte Rechtswissenschaft an der Philipps-Universität Marburg. Dort wurde er 1904 Mitglied des Corps Hasso-Nassovia. Als Inaktiver wechselte er an die Friedrich-Wilhelms-Universität zu Berlin.  Während seines Referendariats in Berlin wurde er 1908 zum Dr. jur. promoviert. Danach war er Gerichtsassessor beim Amtsgericht Mitte.
1912 wechselte er zur Darmstädter und Nationalbank in Berlin. Von 1913 bis 1919 war er Justiziar der Oberschlesischen Kokswerke in Berlin. 1919 wurde er Leiter deren Wiener Tochtergesellschaft. Seit 1921 gehörte er dem Vorstand der Union, Fabrik für chemische Produkte in Stettin an.